# Manuel Pacheco da Silva
Manuel Pacheco da Silva, premier et unique baron de Pacheco (né le 6 août 1812 à Rio de Janeiro et mort dans la même ville le 8 avril 1889) est un éducateur et médecin brésilien.
Fils de Manuel Pacheco da Silva et de Francisca de Ponce da Silva, il épouse Rosalina Dionísia Pacheco. Il est diplômé de la Faculté de médecine de Rio de Janeiro en 1839.
Il occupe plusieurs fonctions publiques, dont celle d'inspecteur général par intérim, membre du conseil central d'hygiène publique, recteur du Colégio Pedro II et directeur de l'Institut commercial de Rio de Janeiro (1857). Il est également, en 1872, le précepteur des princes Pierre et Auguste de Saxe-Cobourg, les deux fils aînés de la princesse Léopoldine du Brésil et du prince Auguste de Saxe-Cobourg-Gotha.
Il devient officier de l'ordre Impérial de la Rose et nommé baron le 2 avril 1887.
Il est inhumé dans le caveau familial du Cemitério de São João Batista, à Botafogo.

## Honneur national
- Officier de l'ordre impérial de la Rose (Brésil).